# Elizabeth Bagaaya
Elizabeth Bagaaya (1936) é uma princesa real do Reino de Toro, no Uganda. Bagaaya também é advogada, modelo, política e embaixadora.

## Biografia
Bagaaya nasceu em 1936, em Uganda. Filha da rainha Kezia Byanjerudo e do décimo primeiro rei, David Mathew kamurasi Rukidii III. Após terminar o ensino fundamental, Bagaaya foi enviada para o internato feminino Gayaza High School, na Buganda. Em 1959, foi estudar na Sherborne School for Girls, na Inglaterra. E em 1962, se formou em direito na Universidade de Cambridge.
No ano de 1967, participou como modelo em um desfile beneficente da Commonwealth, a convite da Princesa Margaret. A partir de então, foi convidada para ser modelo profissional e agenciada pela Peter Lumley, em Londres e depois pela Ford Models, nos EUA, sendo destaque em revistas como a Vogue, Life, Queen Magazine e Harper’s Bazaar.
Em 1971, Bagaaya retornou para Uganda e foi nomeada embaixadora. No ano de 1974, se tornou Ministra das Relações Exteriores de Uganda e foi presidente do grupo Organização para a Unidade Africana (OUA). Quando negou em casar com o presidente de Uganda Idi Amin, foi destituída do cargo, mantida em cárcere privado e depois exilada.
Retornou para Uganda em 1980, quando Idi Amin foi deposto. Conheceu Wilbur Nyabongo, com quem se casou e viveu por seis anos. Wilbur Nyabongo veio a falecer em 1986. Bagaaya foi embaixadora de Uganda na Alemanha e no Vaticano e depois alta-comissária do Uganda na Nigéria.